# Lindelachshof
Lindelachshof (auch Lindelachsmühle Obere Mühle, Oberkleesen-Mühle, Oberkleesenmühl genannt) ist ein Gemeindeteil der Stadt Gerolzhofen im unterfränkischen Landkreis Schweinfurt in Bayern.

## Geografische Lage
Das Gut liegt in der Gemarkung Gerolzhofen im Osten des Gerolzhöfer Gemeindegebietes an der Volkach, gut 1 km östlich von Gerolzhofen, getrennt durch die Bundesstraße 286. Nördlich führt in 300 m Abstand die Staatsstraße 2274 vorbei, weiter im Norden liegt Rügshofen, ebenfalls ein Gemeindeteil von Gerolzhofen. Östlich beginnt das Gemeindegebiet von Dingolshausen, im Süden erhebt sich der Kapellberg mit der Gertraudiskapelle. Westlich schließt sich die Klesenmühle an.

## Geschichte
Die Geschichte des Lindelachshofes ist eng mit der des wüstgefallenen Dorfes Lindelach verbunden, auf dessen Markung er bis ins 17. Jahrhundert lag. Die Mühlengeschichte ist durch Funde aus der Jungsteinzeit belegt. So wurde am Faulbach das Unterteil einer Reibmühle gefunden. Zunächst nutzten die Bewohner der Siedlung handbetriebene Drehmühlen, ehe die zuwandernden Franken das Prinzip der Wassermühle nach Lindelach brachten.
Erstmals erwähnt wurde eine Mühle in Lindelach im Jahr 1305, damals war Heinrich Herlein mit ihr belehnt. Bereits 1426 und 1494 wurden zwei Mühlen genannt. Im Jahr 1508 hatten die Fuchs von Bimbach beide Mühlen in ihrem Besitz, sie hatten sie von Hartung Fuchs von Dornheim erworben. Im 16. Jahrhundert verlegte man den Mühlbach von der Volkach weg, 1591 erhielten die Mühlen vom Würzburger Bischof Julius Echter von Mespelbrunn eine eigene Mühlordnung.
Im Jahr 1565 war die Obere Mühle in den Händen des Würzburger Hochstifts. Nach der Zerstörung des Dorfes Lindelach im November 1631 durch schwedische Truppen blieben lediglich die zwei Mühlen bestehen. Im Jahr 1664 wird von einer Schlägerei zwischen den beiden Müllern auf der Markung des wüsten Dorfes berichtet. 1683 hatten die Echter von Mespelbrunn das Lehen des Lindelachshofs, wie die Klesenmühle wurde auch er vom Müller Valtin Faulhaber betrieben.

## Baudenkmäler
Das Zentrum des Lindelachshofs bildet der Gutshof. Es handelt sich um einen zweigeschossigen Halbwalmdachbau aus der zweiten Hälfte des 18. Jahrhunderts. Verziert wurde das Anwesen mit schlichten Eckpilastern, außerdem brachte man geohrte Rahmungen an den Fenstern an. Die Nebengebäude sind ebenso sehenswert. Der älteste Bildstock auf den Fluren des Lindelachshofs stammt aus dem Jahr 1606. Ein weiterer Bildstock entstammt dem Jahr 1853, ein Prozessionsaltar zeigt die Kreuzigung.